# 新大日
新大日（しんだいにち）は丹沢表尾根にある標高1,340m強の峰であり、塔ノ岳よりおよそ1300m東に位置する。山名は、かつて木ノ又大日に奉られていた大日如来像が移されたことによる。当山より、南東に表尾根、北東に長尾尾根（長尾根と称するは誤り）が下る。

## 地理
新大日は丹沢大山国定公園内にあり、行政区画は神奈川県秦野市と同清川村にまたがる。
近い山から順に、西側には木ノ又大日、塔ノ岳、南東には行者岳、烏尾山、三ノ塔、二ノ塔が位置する。
山頂には平塚営林署（現東京神奈川森林管理署）の職員だった諸星辰雄らが1961年（昭和36年）に建設した山小屋の新大日茶屋があった。1976年（昭和51年）に同氏が死去したため親族が小屋の管理人を引き継いだが、2009年（平成21年）頃にその管理人が健康を患ったことで閉鎖され、その後は廃墟のまま放置されていた。最終的に2022年12月から2023年1月にかけて、ボランティア達の手により解体・撤去された。